# Cubuclísio
Cubuclísio (em grego: κουβουκλείσιος; romaniz.: Koubukleisios) foi um título conferido pelos imperadores bizantinos aos camareiros eclesiásticos, especialmente aqueles do patriarca de Constantinopla. É atestado pela primeira vez no Segundo Concílio de Niceia em 787, e registrado em fontes escritas e selos de seus titulares até o final do século XI, quando foi provavelmente abolido.
Os cubuclísios foram os oficiais eclesiásticos análogos aos próprios serventes da câmara imperial, os cubiculários, e o título foi conferido pelos imperadores, embora no século XI o poderoso patriarca Miguel Cerulário assumiu esta prerrogativa para si. Segundo o Taktikon Benešević de ca. 934/944, houve dois grupos de cubuclísios, padres e diáconos. Os últimos também podiam combiná-lo a outros ofícios da administração eclesiástica como cartofílax e escevofílax, mas também poderia ser mantido por monges.